# Fouah
Fouah, Fouèh ou Fuwwah (en arabe : فوه, en copte : ⲃⲟⲩⲁ) est une ville de la Basse-Égypte, à 25 kilomètres au sud-est de Rosette, sur le bras occidental du Nil. C'était avant Rosette l'entrepôt des marchandises qui descendent ou remontent le Nil. Elle serait la Naucratis des anciens[réf. nécessaire].